# Cantó de Vouillé
El cantó de Vouillé és un cantó francès del departament de la Viena, situat al districte de Poitiers. Té 14 municipis i el cap és Vouillé.

## Municipis
- Ayron
- Benassay
- Béruges
- Chalandray
- La Chapelle-Montreuil
- Chiré-en-Montreuil
- Frozes
- Latillé
- Lavausseau
- Maillé
- Montreuil-Bonnin
- Quinçay
- Le Rochereau
- Vouillé

## Història
| Data d'elecció                           | Identitat      | Partit           | Qualitat |
| ---------------------------------------- | -------------- | ---------------- | -------- |
| 1945-19..                                | M. Roux        | Rad.             |          |
| 19..-1985                                | Robert Gerbier | Divers droite    |          |
| 1985-                                    | Claude Bertaud | RPR, després UMP |          |
| les dades anteriors no són pas conegudes |                |                  |          |
|                                          |                |                  |          |

## Demografia
| A partir de 1990: Població sense dobles comptes |